# Luke Kibet
Pour les articles homonymes, voir Kibet (homonymie).
Luke Kibet, né le 12 avril 1983, est un athlète kényan spécialiste de l'épreuve du marathon. 
Il a grandi à Eldoret et s'est d'abord spécialisé dans le 3 000 m steeple avant de commencer à courir sur le marathon en 2004. Il s'entraîne sous la direction de Moses Tanui à Kaptagat.
Il a remporté la médaille d'or du marathon aux championnats du monde de 2007 avec un temps de 2 h 15 min 59 s. Il signait ainsi une nouvelle victoire kényane sur le marathon, vingt ans après la victoire de Douglas Wakiihuri aux championnats du monde de Rome.
Sa meilleure performance sur un marathon est de 2 h 08 min 52 s, temps réalisé en octobre 2005 à Eindhoven.

## Palmarès
| Année | Compétition           | Lieu      | Résultat | Épreuve  |
| ----- | --------------------- | --------- | -------- | -------- |
| 2007  | Championnats du monde | Osaka     | 1er      | Marathon |
| 2008  | Marathon de Singapour | Singapour | 1er      | Marathon |
| 2009  | Marathon de Singapour | Singapour | 1er      | Marathon |